# 25 км
25 км (рос. 25 км) — селище у складі Соль-Ілецького міського округу Оренбурзької області, Росія.

## Населення
Населення — 46 осіб (2010; 48 у 2002).
Національний склад (станом на 2002 рік):
- казахи — 75 %